# Tunnel de Colle Giardino
Le tunnel de Colle Giardino (Galleria Colle Giardino en italien) est un tunnel bitube monodirectionnel à double voie de 4 347 m, situé entre le km 70,9 et le km 75,4 de la route nationale 4 à hauteur de la commune de Rieti, dans le Latium (Italie). L'ouvrage, ouvert en 2003, traverse le massif montagneux des monts Sabins.

## Caractéristiques
Le tunnel, long de 4,4 km, s'étend du nord au sud de Case San Benedetto à San Giovanni Reatino, deux frazione de la commune de Rieti. Il se compose de deux tubes monodirectionnel à double voie d'une largeur de 8 mètres.
D'un coût de 71,4 millions d'euros, après treize ans de travaux, le tunnel a été inauguré le 25 juillet 2003 en présence du ministre des Infrastructures et des Transports Pietro Lunardi et du président de l'ANAS Vincenzo Pozzi.

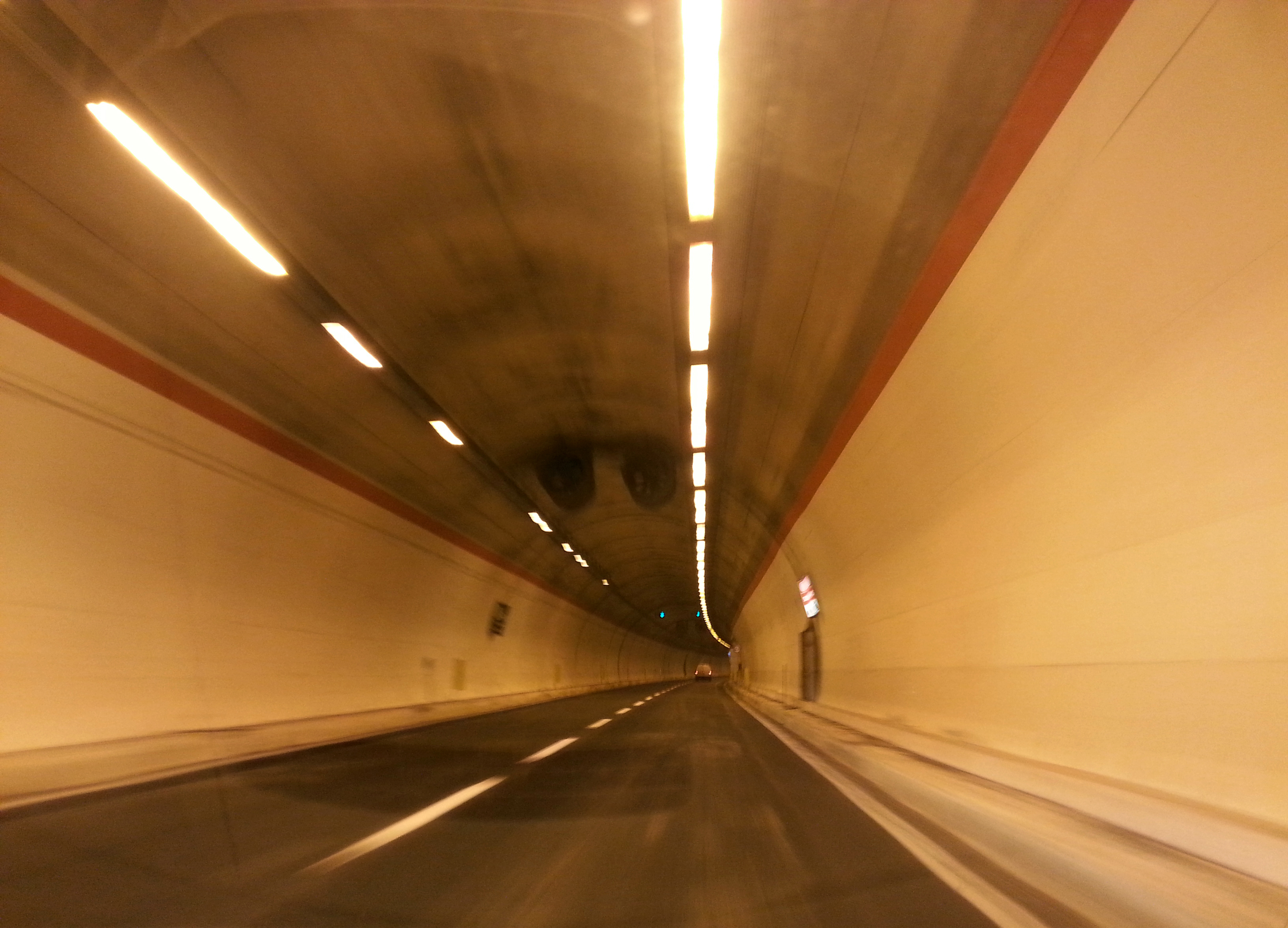
Intérieur du tunnel.

Au sud, près de San Giovanni Reatino, le tunnel rejoint la voie à chaussée unique de la route nationale 4 Via Salaria en direction de Rome, tandis qu'au nord, près de Case San Benedetto, le tunnel se termine perpendiculairement à l'axe routier constitué par la route nationale 79 « Rieti-Terni » et de la rocade sud de Rieti, une extension de la strada statale de Ternana construite dans les années 1980 pour empêcher le trafic de traverser la ville.
L'ouvrage permet d'éviter l'ancien tracé (reclassé comme NSA 265) constitué d'une voie étroite et bordée d'arbres traversant le village de Maglianello Basso, qui faisait partie des deux cents sections les plus dangereuses du réseau routier italien.
Le tunnel est limité de 90 km/h et il n'y a pas de restrictions sur le transport de marchandises dangereuses. Il est parcouru chaque jour par 12 000 véhicules dont 15% de poids lourds.

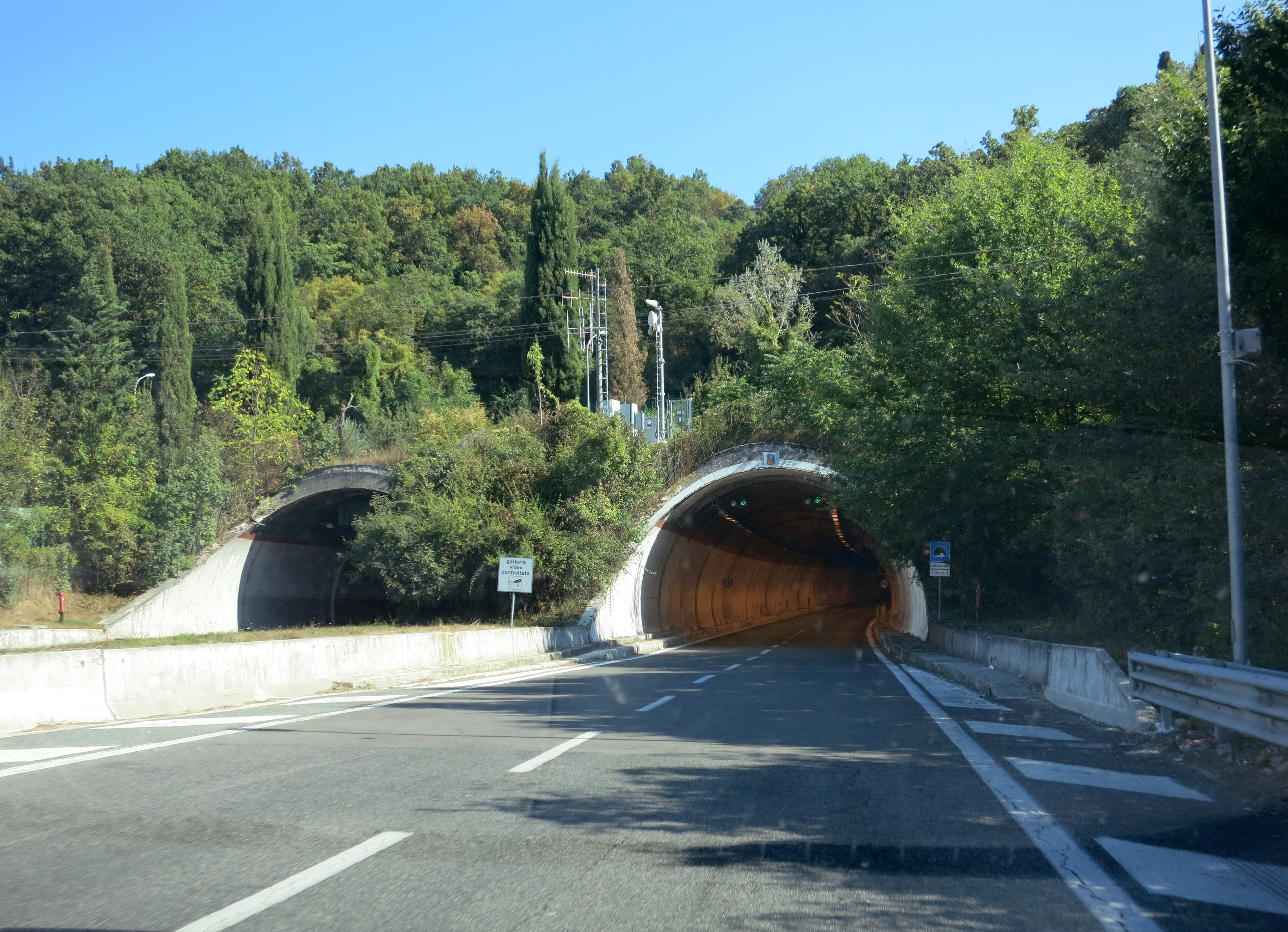
Entrée nord du tunnel.

Le tunnel est équipé d'un système de vidéosurveillance dirigé par un centre de contrôle où le personnel surveille le trafic 24 heures sur 24 ; tout incident est détecté automatiquement par un système automatique grâce aux images des caméras. Il existe également un câble à fente pour la communication entre les équipes de secours, un système d'éclairage anti-éblouissement et un système de ventilation composé de 32 ventilateurs. Le système d'extinction d'incendie est capable de détecter automatiquement la fumée, de bloquer l'accès au tunnel (en réglant les feux de signalisation répétés au rouge le long des deux voies) et d'activer la ventilation dans le sens de la circulation.
Une ouverture permettant une évacuation en cas d'incendie relie les deux ouvrages tous les 400 mètres ; la sortie la plus proche est indiquée par un panneau lumineux. Des refuges ont été établis tous les 900 mètres, une borne d'appels d'urgence et des extincteurs sont placés tous les 180 mètres.